# Улица Мичурина (Новосибирск)
Улица Мичу́рина (прежнее название — Александровская) — улица в Центральном районе Новосибирска. Начинается от улицы Орджоникидзе напротив Новосибирского театра оперы и балета. Пересекает улицы Ядринцевскую, Фрунзе, Крылова, Гоголя. Заканчивается, примыкая к улице Писарева. Также от улицы Мичурина отходят улицы Романова, Державина, Лермонтова, Некрасова, Достоевского и Кольцова.

## Достопримечательности
- Novosibirsk Marriott Hotel — пятизвёздочный отель международной гостиничной сети Marriott International, открытый в 2014 году. Здание расположено на пересечении улиц Орджоникидзе и Мичурина[2].
- Особняк по улице Мичурина № 6 — двухэтажное кирпичное здание, сооружённое предположительно в 1900 году. Изначально эксплуатировался как жилой дом. Подвальная часть была занята складскими помещениями. Затем здание стало использоваться больницей арестантского изолятора, который находился в соседнем здании (место, где в настоящее время находится Речное училище). Одним из последних учреждений, располагавшихся в доме, был спортивный клуб им. Харитонова[3].
- Стадион «Спартак» — многофункциональный стадион, построенный в 1925—1927 годах на месте кладбища. Один из первых спортивных объектов города[4].
- Центральный парк — один из парков города, существует с 1925 года. Сначала назывался «Кладбищенский», потому что был построен на месте кладбища. Потом парку дали название «Центральный». В 1930-х годах ему было присвоено имя Сталина. После смерти И. В. Сталина был переименован обратно в «Центральный парк»[5].
- Памятник-мемориал войнам сибирского округа внутренних войск — мемориал, установленный перед зданием, где располагается Сибирское региональное командование внутренних войск МВД (Мичурина № 13)[6].

## Организации
Образовательные учреждения

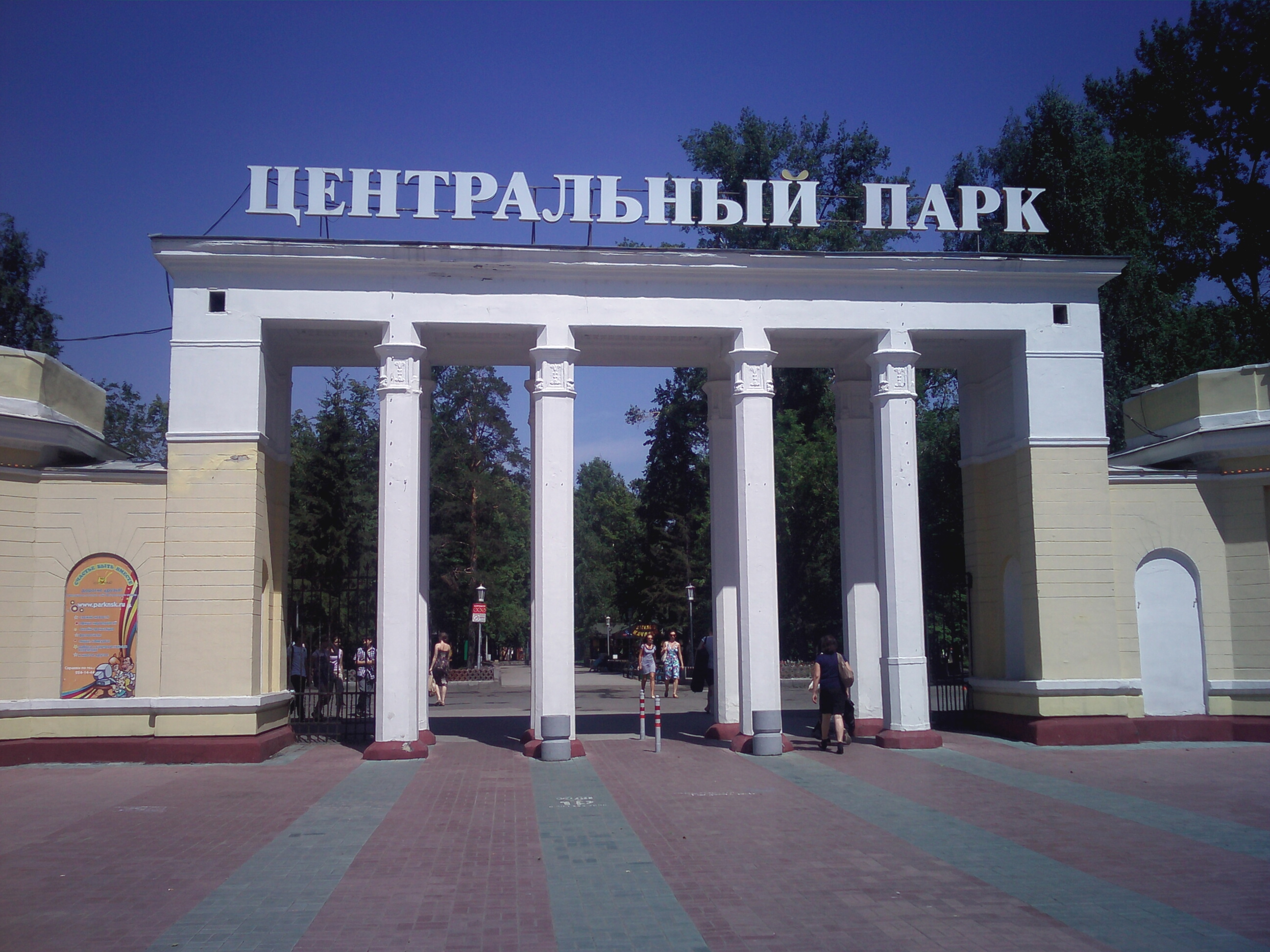
Центральный парк

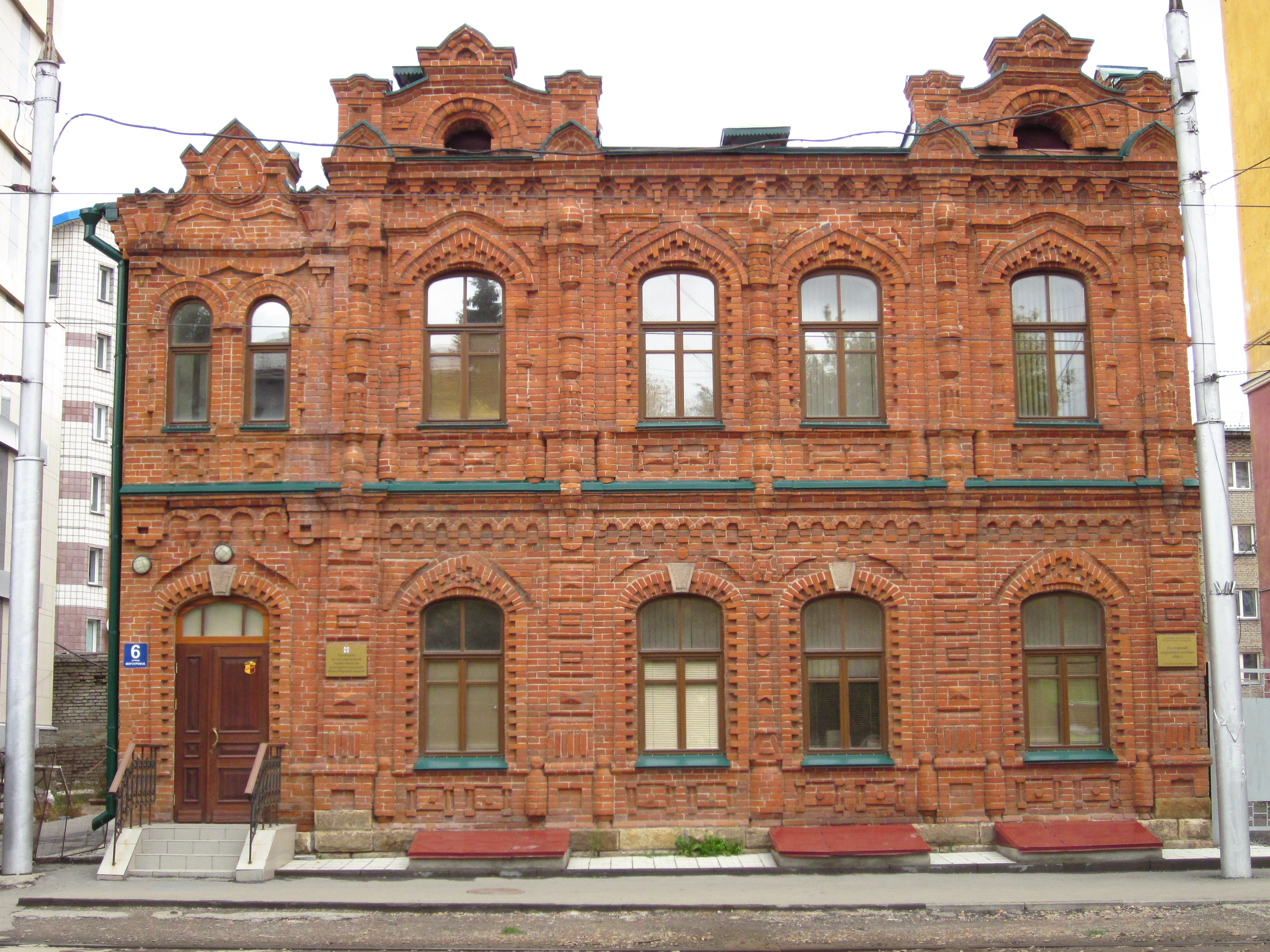
Двухэтажный особняк на улице Мичурина

- Новосибирское командное речное училище
- Новосибирская государственная академия водного транспорта

Государственные учреждения
- МИД России
- Управление Министерства промышленности и торговли РФ по Западно-Сибирскому району
- Управление социального питания Новосибирской области

Представительства политических партий и депутатов
- Общественная приемная депутата Государственной Думы Федерального Собрания РФ Пономарёва И. В.
- Общественная приемная депутата Государственной Думы Федерального Собрания РФ Ганзя В. А.
- КПРФ

Спортивные учреждения
- Сибирь, футбольный клуб
- Динамо, женский баскетбольный клуб
- Спартак, бильярдный клуб

Магазины
- Сибатлет, сеть магазинов спортивного питания
- Сноуборд, дисконт-центр
- Фанат, магазин атрибутики для болельщиков

## Транспорт

### Трамвай
Этот вид транспорта представлен единственным маршрутом № 13. На улице находятся две трамвайные остановки: «Стадион „Спартак“» и «Магазин „1000 мелочей“».

### Метрополитен
На пересечении улиц Мичурина и Гоголя расположены два входа на станцию «Сибирская». Также в шаговой доступности от улицы находятся станции метро «Площадь Ленина» (перекрёсток Красного проспекта и улицы Орджоникидзе) и «Красный проспект» (через северный вестибюль которого имеется вход на станцию «Сибирская»).